# Khalil Sultan
Khalil Sultan, in chagatai/persiano: خلیل سلطان (Herat, 14 settembre 1384 – Rey, 4 novembre 1411), fu sovrano della Transoxiana dal 1405 al 1407.
Era figlio di Miran Shah e nipote di Tamerlano. Dedito a follie e dissipazioni, fu deposto dallo zio Shah Rukh tornato appositamente dal suo ritiro spirituale a Herat. Fu nominato governatore di Rey, dove morì nel 1411.